# 大叶叉蕨
大叶叉蕨（学名：Tectaria dubia）为叉蕨科叉蕨属下的一个种。